# Aleksandr Nevskij (fregata)
La Aleksandr Nevskij (in russo Александр Невский?, Aleksandr Nevskij) fu una fregata a vapore della Marina imperiale russa. La nave fu costruita nell'ambito dell'espansione della flotta avviata dall'Impero russo per contrastare la rivale Royal Navy britannica, ma venne persa in un naufragio nel 1868 mentre il granduca Alexej, figlio dello zar Alessandro II, era a bordo.

## Storia
La Aleksandr Nevskij era una fregata a elica di 5.100 tonnellate di dislocamento (bm) e armata con 51 cannoni a canna liscia, cose che la rendevano molto grande per la sua classe. I cannoni erano tutti di 60 libbre a canna liscia, divisi in lunga e media classe.
La nave faceva parte del progetto di espansione avviato dalla Marina Imperiale Russa in collaborazione con gli Stati Uniti d'America, al fine di contrastare l'allora rivale Royal Navy britannica. La nave fu progettata da Ivan Dmitrev basandosi sulla fregata General Admiral, una nave di fabbricazione statunitense ordinata dalla Marina imperiale russa prima della guerra civile americana. Fu chiamata come il santo russo Aleksandr Nevskij (1230-1263), risultando la settima nave da guerra ad aver portato questo nome.
Una volta entrato in servizio, il vascello divenne parte dello Squadrone Atlantico del contrammiraglio Stepan Lesovskij. Nel 1863, Lesovskij portò lo Squadrone Atlantico, designando la Aleksandr Nevskij come nave ammiraglia, a New York al fine di "mostrare la bandiera" durante un periodo difficile nelle relazioni russo-americane; il comandante della nave al momento era il capitano Michail Jakovlevič Fedorovskij.

Il design americano della flotta fu accolto con entusiasmo dagli spettatori americani. Ad esempio, il settimanale Harper's Weekly fece notare che:
«Le più grandi dello squadrone, la fregata Aleksandr Nevskij e la Peresvet, sono evidentemente navi di costruzione moderna, e molto induce l'occhio inesperto a pensare che siano state costruite in questo paese... i cannoni di punta sono di marca americana, fatti a Pittsburgh».
 La Aleksandr Nevskij e le altre navi dello Squadrone Atlantico rimasero in acque americane per sette mesi, nonostante lo stato di guerra civile allora esistente negli Stati Uniti; gettarono l'ancora anche a Washington, navigato lungo il fiume Potomac.

## Il naufragio

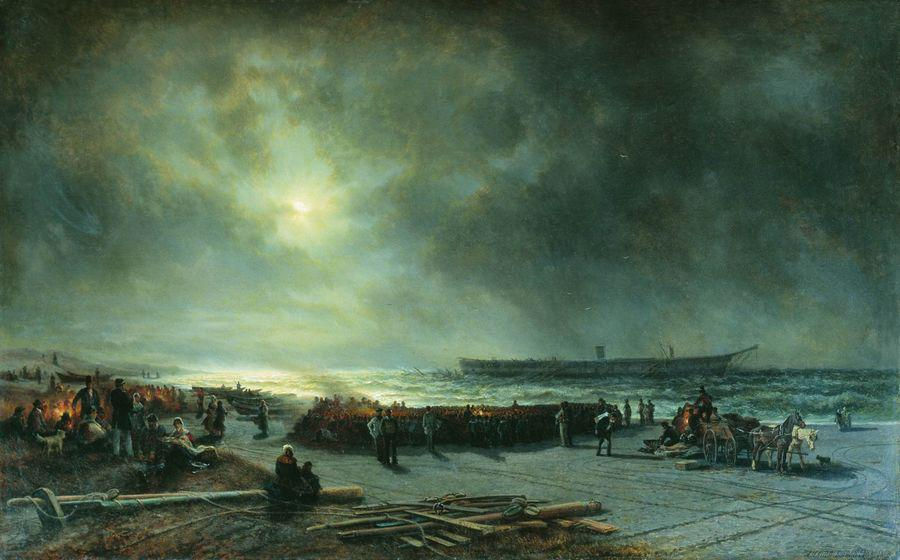
Relitto della Alexander Nevsky del pittore Aleksej Bogoljubov, 1868

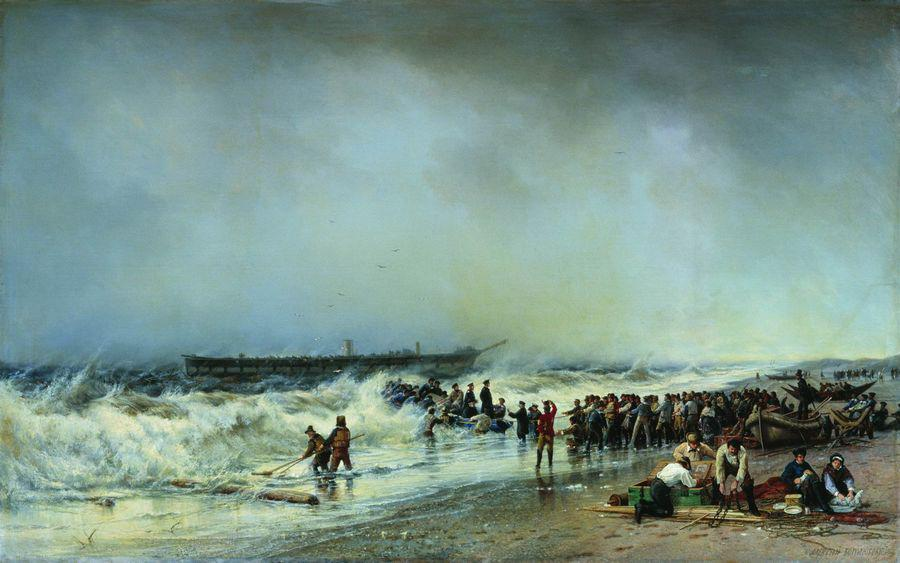
Secondo dipinto di Bogoljubov, 1868

Il 25 settembre 1868, mentre tornava a casa da una visita al Pireo, dove aveva partecipato alla celebrazione del matrimonio greco tra Re Giorgio e la granduchessa Ol'ga di Russia, e mentre trasportava il Granduca Aleksej, figlio dello Zar Alexander II, la Aleksandr Nevskij naufragò al largo della costa di Thyborøn, un villaggio di pescatori nello Jutland.
In quel momento la nave stava viaggiando a vela e sia l'ammiraglio (che era stato responsabile per l'istruzione navale del granduca Aleksej) che il capitano della nave calcolarono male la posizione della nave a causa di informazioni inesatte registrate nel registro del timoniere. Squassata dalla pioggia, la Aleksandr Nevskij colpì un banco di sabbia; i suoi alberi e alcuni dei cannoni furono buttati in mare per evitare che la nave si capovolgesse subito.
Rispondendo al segnale di pericolo della nave (fu sparato un colpo), i pescatori locali si riversarono in mare ormai calmato salvando l'equipaggio della nave, a parte cinque membri dell'equipaggio che erano annegati durante il tentativo di chiedere aiuto su una scialuppa di salvataggio.
La nave da guerra alla fine affondò: il relitto posò a circa 20 metri di profondità, a soli 100 metri dalla costa di Thyborøn.
Il granduca Aleksej sostenne spesso che rischiò di affogare, e si divertì a raccontare questa storia per il resto della sua vita.

## La memoria
Il naufragio fu il tema di una grande quantità di relazioni locali e internazionali del tempo, ed è oggetto di una grande mostra al Museo Lemvig.
Tre dei membri dell'equipaggio annegati furono sepolti nel cimitero del villaggio, mentre i resti di altri due furono restituiti alla Russia. C'è una piccola lapide per i tre sepolti lì (l'ufficiale Odincov e i marinai Šilov e Poljakov) con la scritta: «Hanno affrontato un rischio mortale per salvare i loro compagni. Che Dio accolga la salvezza delle loro anime».
Lo scrittore russo Pëtr Vjazemskij, che era a bordo dell'Aleksandr Nevskij nel 1865 a Nizza, dedicò una poesia alla nave. Il pittore Aleksej Bogoljubov realizzò due quadri con tema il destino della nave, uno raffigurante il relitto durante la notte e l'altro durante il giorno.
Durante le ricerche dell'U-20, lo scrittore Clive Cussler, durante un accordo di reciproco aiuto nell'individuare navi di importanza storica con tale Gert Normann Andersen, un archeologo subacqueo, diede una mano ad individuare l'ubicazione del relitto della Nevskij e della Odin.